# 太子梁墓群
太子梁墓群，位于中国河北省张家口市西七里河村，为张家口市蔚县的一个省级文物保护单位，类型为古墓葬，公布时间为1993年7月15日。
太子梁墓群的历史年代为汉代。